# Punta dels Sabaters
La Punta dels Sabaters és una muntanya de 531 metres que es troba entre els municipis de la Granadella, el Soleràs i els Torms, a la comarca catalana de les Garrigues.
Al cim podem trobar-hi un vèrtex geodèsic (referència 254125001).